# Lamar Green
Lamar Anthony Green (Birmingham, 22 marzo 1947) è un ex cestista statunitense, professionista nella NBA e nella ABA.

## Carriera
Venne selezionato dai Phoenix Suns al terzo giro del Draft NBA 1969 (33ª scelta assoluta).